# 홍석현 (아나운서)
홍석현(洪錫現, 1992년 4월 1일~)은 대한민국의 아나운서, 스포츠캐스터이다.

## 경력
- 성동구청 (2017~2018)
- 한화생명 사내방송 (2017~2018)
- KBS my K (2017~2018)
- 2018년 평창 동계 패럴림픽 (2018)
- SPOTV (2018~2021)
- 아프리카TV (2021)
- K리그 한국프로축구연맹 중계진 (2020~2021)
- IB SPORTS (2021~2024)
- GOLF&PBA (2021~2024)
- 블랙컴뱃 (2022~2025)
- 블랙컴뱃 전속 캐스터 (2025~)
- SOOP (2025~)
- 쿠팡플레이 (2025~)
- PBA (2021~)

## 주요 중계방송 (축구)
- K리그 (2018~)
- 프리미어리그 (2018~2022)
- 라리가 (2018~2022)
- 세리에A (2018~2022)
- 분데스리가 (2018~2022)
- 벨기에 주필러리그 (2019~2021)
- UEFA 챔피언스리그 (2018~2022)
- UEFA 유로파리그 (2018~2022)
- UEFA 유로2020 (2019~2020)
- FIFA 클럽월드컵 (2020~2021)
- DFB POKAL (2019~2021)
- 중국FA컵 (2018~2022)
- 리그앙 (2025~)
- 라리가 (2025~)

## 주요 중계방송 (격투기)
- UFC (2019~2022)
- Bellator (2019~2021)
- ONE FC (2021~2022)
- PFL (2021~)
- ROAD FC (2018~2022)
- ZEUS FC (2018~2021)
- AFC (2021~)
- 블랙컴뱃 (2022~)
- ZEUS FC (2025~)
- KMMA (2024~)

## 주요 중계방송 (당구)
- PBA (2021~)
- LPBA (2021~)
- 3쿠션 당구월드컵 (2021~)
- 아시아 캐롬 선수권대회 (2021~)
- KBF 전국당구대회 (2021~)

## 관련 기사 및 인터뷰
AFC 22 MC를 맡은 아나운서 홍석현-격투 유튜버 차도르-박승현 선수
[스포티비뉴스] 중국인 UFC 챔피언 장웨일리 "코로나19 이길 수 있어"
[연합뉴스] BJ홍캐, K리그 해설위원 오디션 '케꿀 보이스' 우승
[디오데오] K리그에 도전한다…‘케꿀보이스’ 오디션 우승자는 ‘BJ홍캐’
[한경스포츠] BJ홍캐, K리그 해설위원 오디션 '케꿀 보이스' 우승
K리그 해설위원에 도전한다! ‘케꿀보이스’ 오디션 우승자는 ‘BJ홍캐’
[아프리카TV] 케꿀보이스 우승 "홍석현 캐스터"
[해외축구 커뮤니티] 홍석현 아나운서와의 인터뷰
홍캐, 블랙컴뱃 03: LET THE LION ROAR
홍석현 캐스터 블랙컴뱃 04 현장 스케치